# David M. Schulze
David M. Schulze, auch David M Schulze oder David Schulze, (* 12. August 1985 in Stuttgart) ist ein deutscher Synchronsprecher, Schauspieler und Musiker.

## Leben
Der in Stuttgart geborene David M. Schulze wuchs in Paderborn, San Francisco und Asperg auf. In Köln absolvierte er ein Schauspielstudium an der Schauspielschule der Keller, das er im Februar 2013 als staatlich anerkannter Schauspieler beendete. Seitdem arbeitet David M. Schulze als Schauspieler fürs Theater und Fernsehen.  Außerdem ist er Sprecher für diverse Computerspiel-, Synchron- und Zeichentrickproduktionen und Produzent und Regisseur bei der Kölner Filmproduktionsfirma Eyedolon Pictureworks.
Neben seinen Tätigkeiten als Filmschaffender ist David M. Schulze auch als Musiker aktiv. Seine Musik beschreibt er als  „deutschen Singer/Songwriter Pop“. Im September 2014 gewann er mit seinem Lied Bitte Bitte den Newcomer-Wettbewerb des Radiosenders bigFM und wurde daraufhin in die Newcomer-Rotation aufgenommen. Im Mai 2015 präsentierte David M. Schulze dann seine Single Bitte Bitte im ZDF-Fernsehgarten und war im darauffolgenden Jahr auf mehreren deutschen Radiostationen in der Rotation und im Interview bei SWR1, Hitradio Antenne 1 und Radio Energy zu Gast. Mit Bitte Bitte erzielte er 2016 Platz 59 der Radiocharts. Im gleichen Jahr erschien im deutschen Handel auch sein deutschsprachiges Debütalbum, die von Dick Brave and the Backbeats – Bassist Felix Wiegand produzierte David M. Schulze EP.

## Filmografie (Auswahl)

### Schauspieler
- 2011: Egobitch (Kurzfilm)
- 2014: Laible und Frisch: Bühnenreif (Fernseh-Liveaufzeichnung)
- 2014: Alles was zählt (Seifenoper, Mitwirkung in drei Folgen)
- 2016: Neo Magazin (Late-Night-Show, Mitwirkung in zwei Folgen)
- 2017: Bettys Diagnose – Alles oder nichts (Fernsehserie)
- 2024: SOKO Köln (Fernsehserie, Folge Ungebunden)

### Synchronsprecher
- 2001: Grappler Baki – Kenji Nomura als Yujiro Hanma (jung) (Anime-Fernsehserie)
- 2006: Blood+ – Naoki Yanagi als Moses (Anime-Fernsehserie)
- 2009: City Rats – Danny Dyer als Pete (Kinofilm)
- 2012: Code 37 – Sebastien De Smet als Gunther (Fernsehserie, Mitwirkung als Sprecher von 2009 bis 2012)
- 2013: KILL la KILL – Nobuyuki Hiyama als Uzu Sanageyama (Anime-Fernsehserie)
- 2013: Yo-kai Watch – Toru Nara als Bernhard 'Bär' Grabowski (Computerspiel)
- 2013: Bros Before Hos – Daniël Arends als Jules (Kinofilm)
- 2014: The Guest – Brenden Wedner als Ian (Kinofilm)
- 2014: Satisfaction – Leon Thomas III als Mateo (Fernsehserie)
- 2015: The Witcher 3: Wild Hunt – Christian Contreras als Lambert (Computerspiel)
- seit 2018: My Hero Academia – Toru Nara als Rikido Sato (Anime-Fernsehserie)
- 2019–2021: Fast & Furious Spy Racers  – Jorge Diaz als Cisco Renaldo (Fernsehserie)
- seit 2019: Apex Legends – Nicolas Roye als Octavio Octane Silva (Free-to-play Battle Royal)

## Theaterarbeiten (Auswahl)
- 2015: Friedrich Schiller: Kabale und Liebe, Rolle: Ferdinand, Schlosstheater Neuwied
- 2015: Sebastian Feld und Frieder Scheiffele: Laible und Frisch, Rolle: Jo Laible, Schauspielbühnen in Stuttgart

## Diskografie
- 2016: David M. Schulze – David M Schulze EP (CD/Download, D7)